# Риши Капур
Риши Капур (хинд. ऋषि कपूर; 16. јун 1952 — 30. април 2020) био је индијски глумац. Најпознатији је по филовима у Боливуду. Освојио је бројне награде од којих су четири Филмверове. Сматра се једним од најуспешнијих глумаца у Боливуду.
Глумачку каријеру почео је у филму свог оца Раџа Капура, Зовем се Џокер, и за ту улогу је добио Националну филмску награду за најбољег дечијег уметника.
Преминуо је од леукемије 2020. године.